# Colbusa euclidica
Colbusa euclidica är en fjärilsart som beskrevs av Walker 1865. Colbusa euclidica ingår i släktet Colbusa och familjen nattflyn. Inga underarter finns listade i Catalogue of Life.

## Bildgalleri

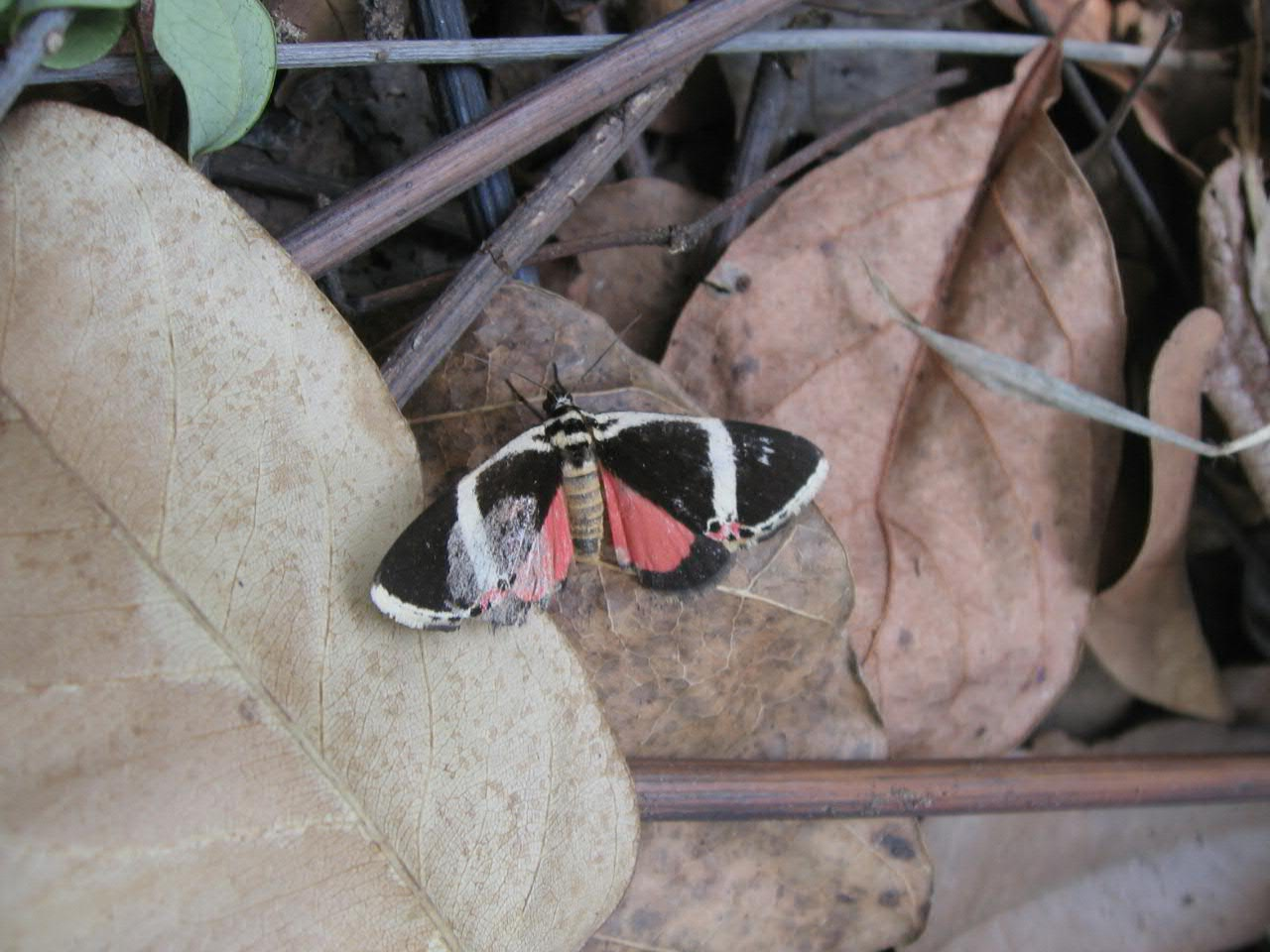